# 万柳塘公园
万柳塘公园是一个位于中国东北辽宁省沈阳市沈河区的一个城市公园，占地面积310,000平方（77英畝），是南运河带状公园五个大公园中的第二个，曾以“柳塘避暑”成为盛京八景之一。
万柳塘公园的雏形形成于1953年沈阳市对原万泉河进行河道工程改建成南运河后进行清理时挖河泥沙堆成的假山，在1984年在南运河改造过程中扩大了水面积并设立大门，遂正式命名为“万柳塘公园”。